# Nummer

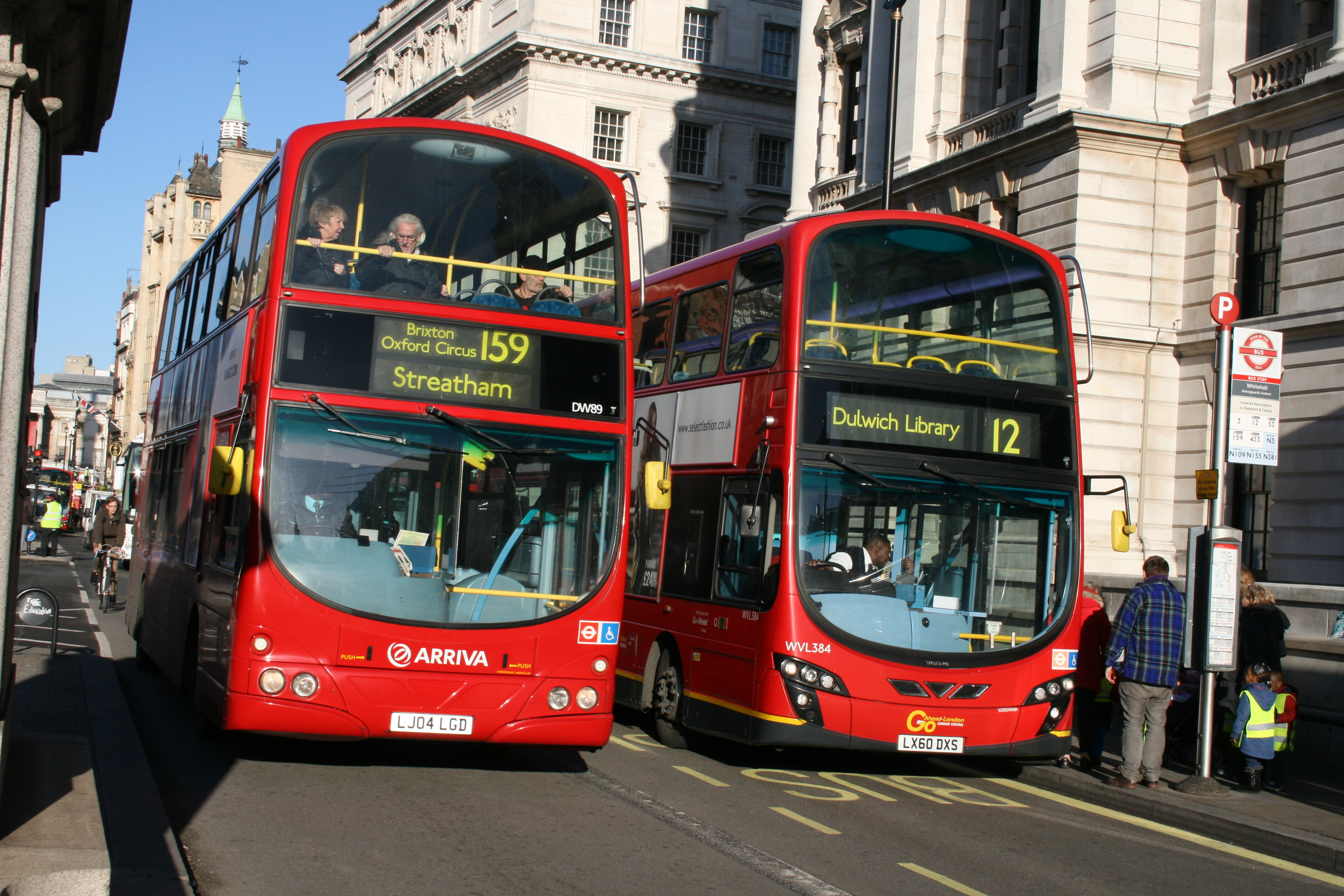
Busslinje nummer 159 och busslinje nummer 12 i London.

Ett nummer är en sekvens av siffror, där man primärt inte är intresserad av matematiska talegenskaper – till exempel om det är ett primtal – utan av sifferföljdens identifierande funktion. Sifferkombinationen används som ett särskiljande namn och kan i likhet med (andra) namn innehålla olika typer av tecken. Ett nummer kan även innehålla andra tecken än siffror, vilket till exempel gäller vägnummer.
Observera att det engelska ordet number i matematiska sammanhang motsvaras av det svenska ordet tal.
Exempel på nummer är telefonnummer och postnummer. Personnummer i Sverige är ett nummerbaserat identifieringssystem för personer folkbokförda i Sverige. EAN-kod är ett internationellt nummersystem för varumärkning.